# Tristagma bivalve
Tristagma bivalve là một loài thực vật có hoa trong họ Amaryllidaceae. Loài này được (Hook. ex Lindl.) Traub miêu tả khoa học đầu tiên năm 1963.